# Mike Marsh
Michael Lawrence „Mike“ Marsh (Los Angeles, Kalifornija, 4. kolovoza 1967.), bivši američki atletičar.